# Hermannus Oosterdijk Schacht

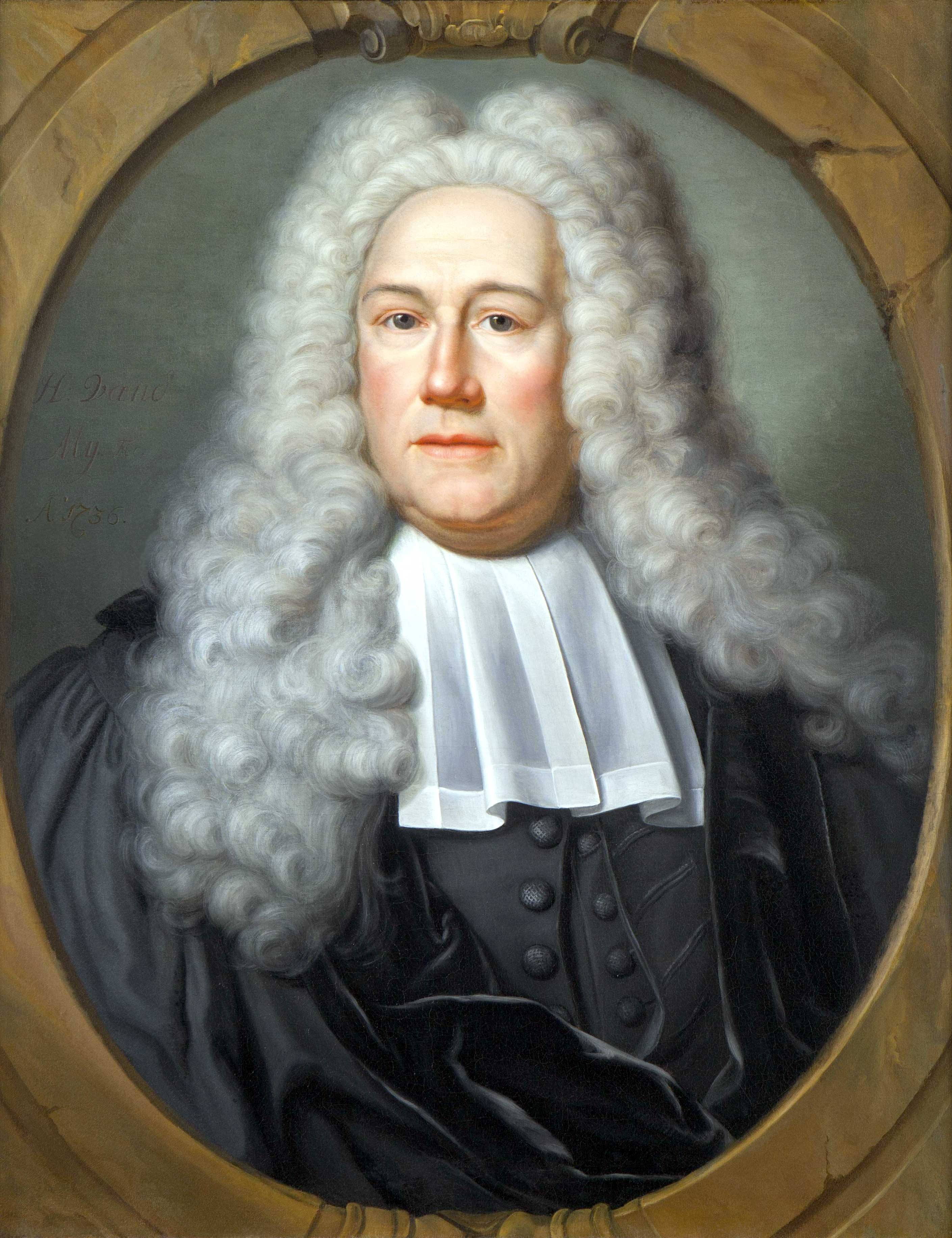
Hermannus Oosterdijk Schacht

Hermannus Oosterdijk Schacht (Amsterdam, 7 oktober 1672 - Leiden,  15 februari 1744) was een Nederlandse arts.

## Leven
De zoon van een laken- en zijdeverver in Amsterdam en diens vrouw Anna van Poot († 25 juni 1686) verloor zijn vader toen hij drie maanden oud was. In 1675 hertrouwde zijn moeder met de hoogleraar geneeskunde aan de Universiteit van Leiden Lucas Schacht, die de jonge Hermannus aanmoedigde. Uit dankbaarheid jegens Schacht nam Hermannus later de achternaam Schacht aan, die al zijn nakomelingen voortzetten. Op 4 september 1683 werd hij ingeschreven aan de Universiteit van Leiden. Hier zal hij in eerste instantie basisstudies in de wijsgerige wetenschappen hebben afgerond. Hij woonde ook de medische lezingen van zijn stiefvader bij, die van Charles Drelincourt de Jongere, Paul Hermann en Frederik Dekkers.
Op 6 juli 1693 behaalde hij onder Burchard de Volder met het proefschrift de sensibus internis, memoria et imaginatione de academische graad van meester in de wijsbegeerte en op dezelfde dag promoveerde hij onder Drelincourt met het onderwerp de melancholia hypochondriaca tot doctor in de geneeskunde. Een hernieuwde inschrijving op 14 februari 1695 in Leiden suggereert een leerzame reis die hij mogelijk heeft gemaakt. Wat wel zeker is, is dat hij zich als arts in Leiden vestigde. Op de 13e september 1719 benoemde de curatoren van de universiteit hem tot hoogleraar praktische geneeskunde, welke functie hij op 20 oktober 1719 aannam met de inaugurale rede De iis, quae medicum ad artis exercitium se accingentem praecipue scire oportet.
Na de dood van Bernhard Siegfried Albinus kreeg hij de oktober 1721 de leerstoel theoretische geneeskunde, die hij op 22 januari 1722 bekleedde met de inaugurele rede De firmitate artis medicae. Hij nam ook deel aan de organisatorische taken van de Leidse Universiteit en was in 1722/23 en 1734/35 rector van de alma mater. Toen hij ontslag nam uit het ambt van rector, hield hij de toespraken De medico exercitato (1723) en De prudentia in ratiocinio, physico et medico necessarie observanda (1735). Ook liet hij een herdenkingsrede Oratatio funebris in obitum Petri Burmanni (Leiden 1741) na. Hij gaf zijn eigen medische werken niet uit. Als tegenstander van de eenzijdige iatro-mechanische theorie maakte hij naam als uitstekend anatoom en klinisch trainer.
Oosterdijk Schacht trouwde op 20 oktober 1699 met Catherine van der Stoffen. Zijn zoon Johannes Oosterdijk Schacht (1704-1755) werd hoogleraar in Franeker en Utrecht. Daarnaast is de oudste zoon Jacobus Oosterdijk Schacht bekend.